# Processo alfa
Il processo alfa è una delle due classi di reazioni di fusione nucleare tramite le quali le stelle convertono l'elio in elementi più pesanti (l'altro è il processo tre alfa).

## Le reazioni

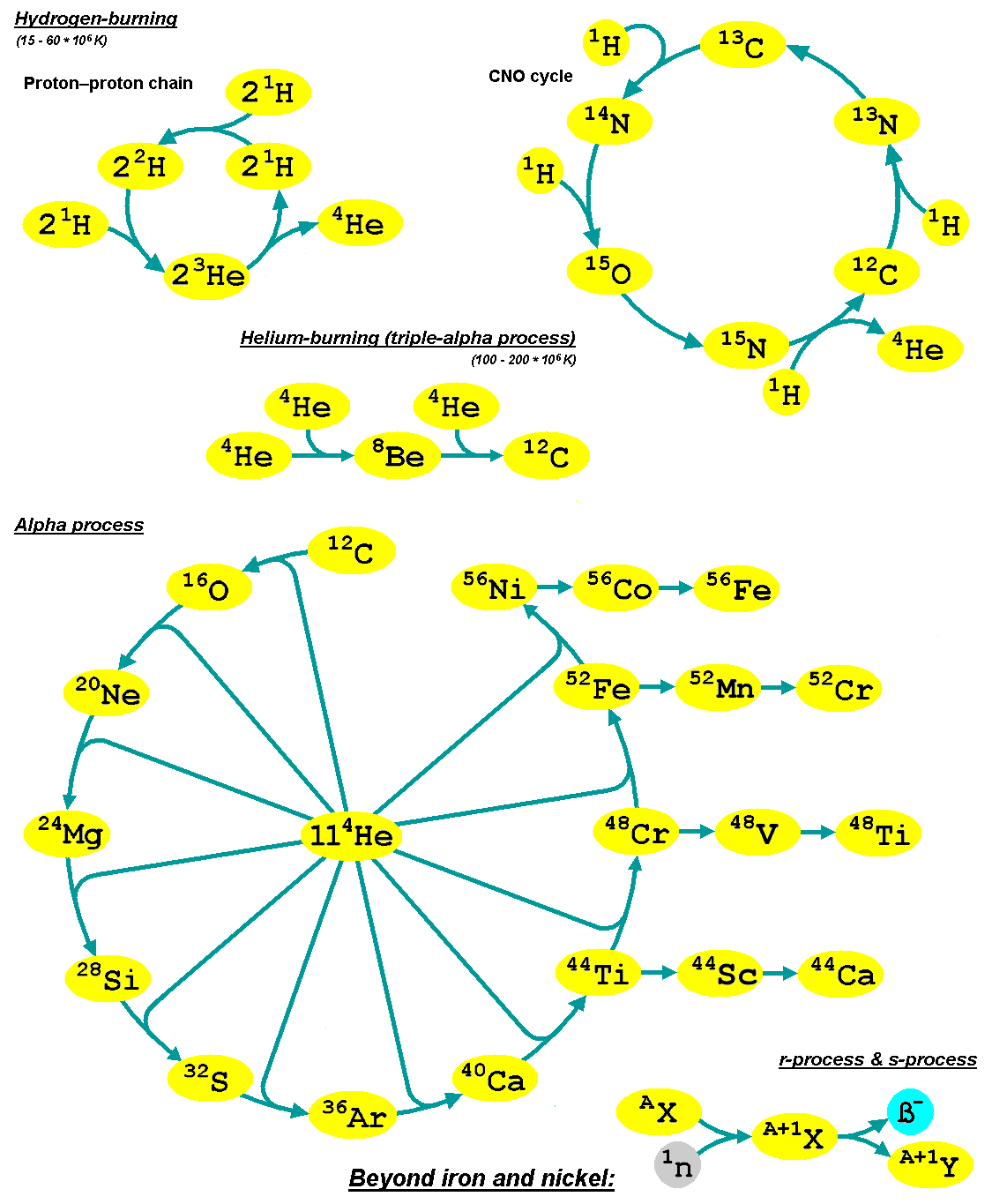

Mentre il processo tre alfa richiede unicamente elio, la reazione alfa può avvenire solo quando nella stella si è già prodotto del carbonio, a partire dal quale possono essere sintetizzati elementi più pesanti, come esemplificato dalle reazioni seguenti: 
{\displaystyle \mathrm {_{6}^{12}C} +\mathrm {_{2}^{4}He} \rightarrow \mathrm {_{8}^{16}O} +\gamma +Q}, Q = 7,16 МeV
{\displaystyle \mathrm {_{8}^{16}O} +\mathrm {_{2}^{4}He} \rightarrow \mathrm {_{10}^{20}Ne} +\gamma +Q}, Q = 4,73 МeV
{\displaystyle \mathrm {_{10}^{20}Ne} +\mathrm {_{2}^{4}He} \rightarrow \mathrm {_{12}^{24}Mg} +\gamma +Q}, Q = 9,31 МeV
{\displaystyle \mathrm {_{12}^{24}Mg} +\mathrm {_{2}^{4}He} \rightarrow \mathrm {_{14}^{28}Si} +\gamma +Q}, Q = 9,98 МeV
{\displaystyle \mathrm {_{14}^{28}Si} +\mathrm {_{2}^{4}He} \rightarrow \mathrm {_{16}^{32}S} +\gamma +Q}, Q = 6,95 МeV
{\displaystyle \mathrm {_{16}^{32}S} +\mathrm {_{2}^{4}He} \rightarrow \mathrm {_{18}^{36}Ar} +\gamma }
{\displaystyle \mathrm {_{18}^{36}Ar} +\mathrm {_{2}^{4}He} \rightarrow \mathrm {_{20}^{40}Ca} +\gamma }
{\displaystyle \mathrm {_{20}^{40}Ca} +\mathrm {_{2}^{4}He} \rightarrow \mathrm {_{22}^{44}Ti} +\gamma }
{\displaystyle \mathrm {_{22}^{44}Ti} +\mathrm {_{2}^{4}He} \rightarrow \mathrm {_{24}^{48}Cr} +\gamma }
{\displaystyle \mathrm {_{24}^{48}Cr} +\mathrm {_{2}^{4}He} \rightarrow \mathrm {_{26}^{52}Fe} +\gamma }
{\displaystyle \mathrm {_{26}^{52}Fe} +\mathrm {_{2}^{4}He} \rightarrow \mathrm {_{28}^{56}Ni} +\gamma }
Tutte queste reazioni avvengono con frequenza molto bassa e quindi non contribuiscono in maniera significativa alla produzione di energia della stella; le reazioni che potrebbero produrre elementi più pesanti del neon (numero atomico > 20) avvengono con frequenza ancora più bassa, a causa dell'aumento della forza di repulsione elettrostatica.

## Elementi da processo alfa
Vengono definiti "elementi da processo alfa" (o "elementi alfa") quelli i cui isotopi più abbondanti hanno una massa atomica che è multiplo intero di quattro, la massa del nucleo dell'elio, detto anche particella α. Gli elementi alfa con numero atomico ≤ 22 sono: C, N, O, Ne, Mg, Si, S, Ar, Ca e Ti. Vengono sintetizzati attraverso la cattura alfa prima che si inneschi il processo di fusione del silicio, un precursore di supernova di tipo II. Il calcio e il silicio risultano unicamente da processo alfa, mentre il magnesio può originarsi anche da cattura protonica. L'ossigeno è un elemento alfa nelle stelle a bassa metallicità di popolazione II. Viene prodotto anche nelle supernove di tipo II e il suo accrescimento è ben correlato con l'aumento di altri elementi risultanti da processo alfa. Il carbonio e l'azoto vengono a volte inclusi tra gli elementi alfa in quanto sono sintetizzati nelle reazioni di cattura alfa.